# Kašpárek

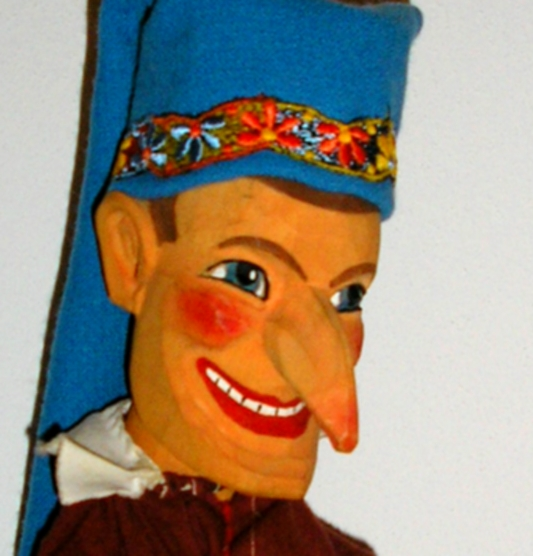
Německý Kašpárek

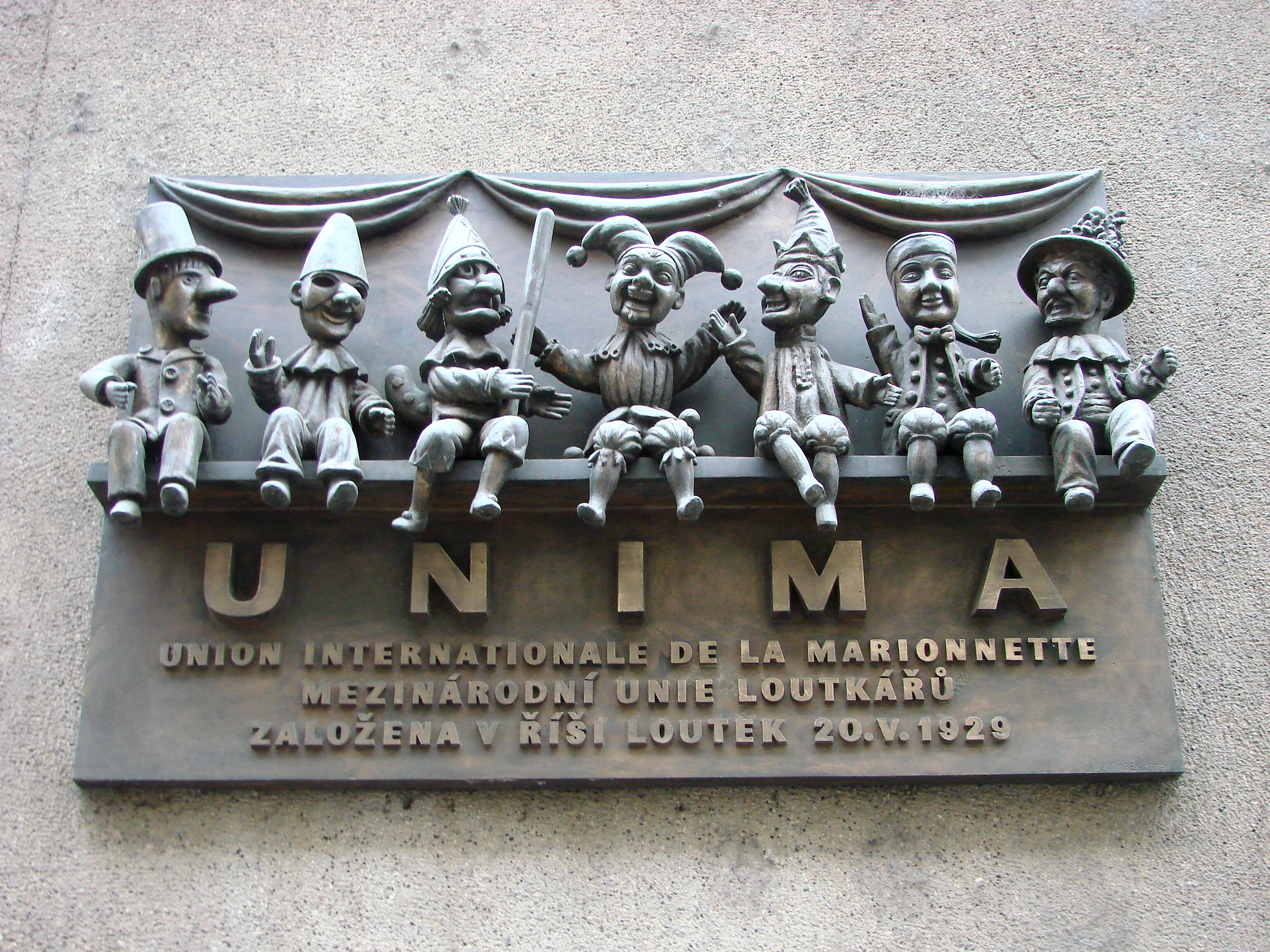
Kašpárek a jeho příbuzní na desce UNIMA v
Praze, divadlo Říše loutek

Kašpárek (z německého Kasperle nebo Kasperl, původně persky Kasper – strážce pokladu) je původem v německé, švýcarské a rakouské loutkové tradici komická postava kašpárkového divadla. Ve Vídeňském lidovém divadle se nazývá Hanswurst, v Anglii Punch a v Itálii Pulcinella.

## Historie

### Evropy
Kašpárek měl své komické předchůdce po celé Evropě od 17. století, on sám se na scéně poprvé objevil na konci 18. století díky Johannu Josephu Larochovi. První divadlo marionet s Kasperlem založil roku 1858 v Mnichově hrabě Franz Ludwig Alexander von Pocci, spisovatel, kreslíř a autor loutkových her.  
Historii kašpárkových příbuzných připomíná deska na fasádě loutkového divadla Říše loutek v Praze 1 – Žatecké ulici. Jsou to Tchantchès z Belgie, Pulcinella z italské commedia dell'arte, Punch z  Anglie, český Kašpárek, německý Kasperl, francouzský Guignol a turecký Karagoz.  

### České země
V české loutkové tradici byl předchůdcem Kašpárka Pimprle. Českou verzi Kašpárka přivedl na svět Matěj Kopecký, zakladatel prvního českého kočovného loutkového divadla a představitel národního obrození. Původně nešlo o divadlo pro děti, ale o lidovou zábavu pro všechny věkové kategorie. O systematické šíření tištěných libret loutkových her o kašpárkovi se v letech 1885–1925 zasloužil spisovatel a pedagog František Ruth. Jeho Kašpárek je hrdinou a hybatelem děje v různých rolích: v Orientu vstupuje do služeb velkovezíra, doma se stává policajtem nebo prožívá neuvěřitelná dobrodružství.
Od roku 1924  v divadle Komedie ve Vodičkově ulici v Praze a pak v letech 1929–1936 vytvářel v Mertenově divadle (hrajícím na různých pražských scénách) postavu živého Kašpárka český herec-komik Vojta Merten.  
O to, že Kašpárek začal být na českém loutkovém divadle představován jako kluk, na rozdíl od výše uvedené tradice, se zasloužil Bohumil Schweigstill.

## Úlohy
Kašpárek má během představení  
- udržovat kontakt s divákem. Někdy uvádí a vysvětluje celou hru na forbíně. Dále často vstupuje do děje, objasňuje co se stalo na jevišti, reaguje na bezprostřední chování publika a varuje před dalším dějem. Důležitou úlohu hraje při výkladu děje a objasňování souvislostí. Kašpárek se stal symbolem veselého a chytrého hrdiny, který si dovede poradit v každé situaci.
- Může být hlavní postavou, aktérem děje celé hry. V základní sestavě kašpárkového divadla je šest postav: princezna, král, rytíř, čert, čarodějnice a Kašpárek.

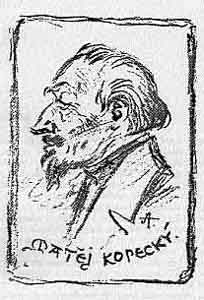
Matěj Kopecký (kresba Mikoláše Alše)